# Mikko Huhtala
Mikko Kustaa Huhtala (ur. 30 marca 1952 w Lapui) – fiński zapaśnik w stylu klasycznym.
Na Igrzyskach Olimpijskich w Moskwie w 1980 zdobył brązowy medal w wadze półśredniej, a w Igrzyskach Olimpijskich w Montrealu w 1976 zajął czwarte miejsce. Do jego osiągnięć należy także tytuł wicemistrza świata w (Oslo 1981). Ma w swoim dorobku również srebrny medal mistrzostw Europy (1980). Zdobył trzy medale na mistrzostwach nordyckich w latach 1977 – 1982. Pięciokrotnie był mistrzem Finlandii (1976, 1977, 1978, 1979, 1980).